# 伊麗莎白·斯萊登
伊麗莎白·克拉拉·希斯-斯萊登（1946年2月1日—2011年4月19日）是一位英國演員，最知名於在英國科幻電視劇《異世奇人》中飾演Sarah Jane Smith一角色。她曾與乔恩·珀特维和汤姆·贝克於1973年到1976年間在该节目中一起出演常規角色。並在此之後，多次複演此角色，最后有了为此角色创造的单独節目《珍姐科幻大冒險》。

## 早年
斯萊登是一位一戰老兵兼二戰志願兵湯姆斯·萊登的唯一孩子。她母親的婚前姓是Trainor，一個在利物浦常見的北愛爾蘭名字。
斯萊登在早年發展了對於表演的興趣，5歲時開始學習舞蹈課程，曾與Royal Ballet同台表演。與後來的政治家Edwina Currie (née Cohen)，在小學曾至少進行過一次同台演出。斯萊登後來上了Aigburth Vale女子高中文法學校。

## 生涯

### 早期生涯
斯萊登在Elliott Clarke戲劇學校學習兩年之後，開始在Liverpool Playhouse保留劇目輪演公司作為助理進行協助舞台管理工作。她第一次上台是演死屍。然而，她因傻笑演醫生的她未來的丈夫Brian Miller在她耳邊細語的「呼吸為0，阿士東維拉足球會為2」而被叱責。由於斯萊登在舞台助理管理的職位上表現出色，她沒能表演更多角色。為了上台表演，故意犯了幾個錯誤。這樣，她的舞台生涯重新開始了。
斯萊登1965年作為電影Ferry Cross the Mersey的群眾演員，第一次在熒屏上出現。
斯萊登終於開始演出每周保留劇目輪演，因此去了英國的許多地方。斯萊登與後來的丈夫Miller搬家到曼徹斯特住了3年。她飾演了很多角色，最著名的是《奧賽羅》中的Desdemona，那是她第一次當主角。她也在Leeds Radio和Granada Television上得到了臨時角色，最終在1970年於長壽肥皂劇《加冕街》的6集中作為酒吧女招待出現。1971年，斯萊登參演了Z-Cars的兩部分故事，並在1972年出現在了後來搬到倫敦的演出中，因此斯萊登與Miller也搬到了倫敦。她在倫敦的第一個電視角色是Doomwatch一集中的恐怖分子，之後演出了Z-Cars（再次），Public Eye、Some Mothers Do 'Ave 'Em和Special Branch。

### Sarah Jane Smith
1973年，《異世奇人》飾演第三任博士助手Jo Grant的演員Katy Manning即將離開這個節目；Z-Cars的出品人Ron Craddock向《異世奇人》出品人Barry Letts強烈推薦斯萊登。斯萊登試演時並不知是飾演新助手角色，並且徹底被Letts的想法完全震驚了。她被引介給博士的扮演者Pertwee時，她嚇壞了。當她與Letts和Pertwee聊天，轉頭看他們其中一個人時，另一個人就會翹起大拇指。她接受了出演調查記者Sarah Jane Smith的邀請。
她的第一個故事是The Time Warrior。她在《異世奇人》與第三任博士Pertwee和第四任博士Tom BakerTom Baker共演了3個半季。
斯萊登多次復演了Sarah Jane Smith這個角色。1981年，新《異世奇人》出品人John Nathan-Turner想讓她在汤姆·贝克和新博士彼得·戴维森的轉換中返回，她拒絕了。但她接受了後來在衍生劇K-9 and Company中與《異世奇人》角色機器狗K-9的共同出演的邀請。然而，這個試播沒能形成一個節目。兩年之後，斯萊登出現在了20周年特別節目The Five Doctors。
在1993年的《Children in Need》的特別節目Dimensions in Time中，她再次扮演了這個Sarah Jane Smith。1995年，她與Nicholas Courtney扮演的前搭檔Brigadier Lethbridge-Stewart和扮演Victoria Waterfield的Deborah Watling在獨立出品的節目Downtime中演出。這是她那一時代最後的上鏡表演。
斯萊登也在廣播劇中多次出演Sarah Jane。其中的兩次是與Jon Pertwee和Nicholas Courtney一同為BBC出演：The Paradise of Death (Radio 5, 1993)和The Ghosts of N-Space (Radio 2, 1996)。Big Finish Productions製作了設定在現代的兩個系列的Sarah Jane Smith音頻劇。他的丈夫Miller出現在故事Ghost Town中。她的女兒Sadie也出現在音頻劇中。
之後，斯萊登在DVD中對自己出演過的部分舊《異世奇人》節目進行了音頻評論和采訪，但她在2008年的一次采訪中聲明由於「與2entertain的協議原因」不再這麼做。
在《異世奇人》2005年的成功復活之後，她在Tenth Doctor第十任博士大卫·田纳特時代的2006年系列中的"School Reunion"一集客串Sarah Jane。
斯萊登在角色中加入了不少自己的性格特色——在"School Reunion"播出之前，The Daily Mirror引用了她的話「Sarah Jane曾經有些不真實。每周都是『是，博士，不，博士』，你必須在自己的想法中使角色變得鮮活——因為這只有你自己才能做到。」她也說在新系列中，性格會更善良。
她成功在2006年《異世奇人》出演之後，擁有了單獨的衍生劇《珍姐科幻大冒險》。《珍姐科幻大冒險》由拉塞爾·T·戴維斯創建，BBC威爾斯分部為CBBC製作。2007年新年，一個60分鍾特別節目播出。從2007年9月開始，另外10集播出。2008年下半年，第二部12集節目開始播出。這個節目贏得了2010年Royal Television Society最佳兒童戲劇獎。斯萊登在的CD上朗讀了《珍姐科幻大冒險》故事The Glittering Storm and The Thirteenth Stone，於2007年11月發布。這是BBC Audiobooks第一次獨家發布新音頻內容。2010年以前，她每年也朗讀新內容。
斯萊登的名字最後出現在片頭是在《異世奇人》2008年（第四系列）的最後節目"The Stolen Earth"和"Journey's End"中。她最後一次出現在《異世奇人》是作為配角在Tennant最後出演博士的"The End of Time"中。
就在她逝世前，她還對涉及《異世奇人》Fourth Doctor Big Finish series感興趣。
斯萊登兩次贏得Cult TV Awards, in 1997 for Hall Of Fame Actress, and 2006 for Best Guest Appearance(《異世奇人》:School Reunion)

### 其他作品
為了推廣《異世奇人》，她多次參加了公眾活動。她離開後，近乎在英國停止參加更多活動，因為她認為這可能對新搭檔產生影響。由於在美國這個節目仍在播出，她就去美國參加活動。
離開《異世奇人》之後，斯萊登回到了利物浦，進行了多個演出。包括與Miller的雙人劇Mooney and his Caravans。
重要的出演包括主持兒童節目Stepping Stones兩年、ITV中Miller演丈夫做主演的戲劇Send In The Girls、BBC Play For Today、在en:Take My WifeTake My Wife中的助理漫畫配偶、1980年在電影en:Silver Dream RacerSilver Dream Racer中扮演銀行秘書，她的第二次電影出演。
1981年，前《異世奇人》出品人Barry Letts讓她出演BBC Classics production中《格列佛遊記》的女主角Lady Flimnap。這個角色是專門為斯萊登所寫，斯萊登也最喜歡這個角色。
她在多個電視廣告中演出，並出演了另一部Letts的作品，《愛麗絲夢遊仙境》(出演Dormouse)。
在她的女兒Sadie Miller 1985年降生之後，斯萊登開始半退休，將家庭放在第一位，但依然尋求臨時性電視角色。
1991年，她作為Alexa與科林·贝克在BBV Audio 的The Stranger audio adventure The Last Mission共同飾演。
斯萊登也出現在en:Bernice SummerfieldBernice Summerfield音頻戲劇, Kate Orman的en:Walking to BabylonWalking to Babylon。
1993年音頻作品The Paradise of Death出品之後，斯萊登又重新開始了在英國的常規出演。
1995年，她在4集的Peak Practice中扮演Dr Pat。1996年，她在Faith in the Future中扮演了Sophie ，在BBC的15集校園節目Numbertime中出現，她在這個節目的以後十年中，每年都出現。這是在她2006年《異世奇人》一集"School Reunion"中最後一個熒幕出演。
2008–09年， 斯萊登在《彼得潘》的一部panto作品在Theatre Royal Windsor出演Mrs. Darling和一个美丽的mermaid。

斯萊登最後一次影迷活動是在2010年10月12日的British Film Institute。那裡有The Death Of The Doctor的特別播放，以及之後的Q&A session。
斯萊登最後一次公開出現是在2010年11月28日的EA British Academy Children's Awards。

## 個人生活
1968年，斯萊登與演員Brian Miller在利物浦結婚。
她的女兒Sadie小時候在1993年紀錄片Thirty Years in the TARDIS穿著斯萊登在The Hand of Fear穿的Andy Pandy overalls工作服，與斯萊登一起出現。

## 逝世
在與癌症抗爭數月後，斯萊登於2011年4月19日逝世。BBC1的《十點新聞》和Daily Mirror、The Sun、the Liverpool Echo的頭版報導了她的死訊。在她死後播出的《異世奇人》第六季的第一集"The Impossible Astronaut"開頭出現了紀念斯萊登的字幕，該集播出完後，一個特別節目My Sarah Jane: A Tribute to Elisabeth Sladen在CBBC播出。為紀念她，舊《異世奇人》故事The Hand of Fear之後在bbc 4播出。BAFTA的上一年度逝世者影片片段中，最後顯示了斯萊登。

## 外部連結
- Online TV Interview on Liverpool Reporter hosted by Jonathan Thompson with Elisabeth Sladen in 2006 （页面存档备份，存于）
- BBC Norfolk webTV: Elisabeth Sladen previews the Sarah Jane Adventures （页面存档备份，存于）
- Elisabeth Sladen在互联网电影资料库（IMDb）上的資料（英文）
- 在Find a Grave上的伊麗莎白·斯萊登
- BBC Norfolk webTV: Lis Sladen reflects on School Reunion - October 2006 （页面存档备份，存于）
- BBC Norfolk webTV: Elisabeth Sladen interview from April 2006（页面存档备份，存于）
- BBC confirm return of Sarah Jane Smith （页面存档备份，存于）
- Interview from 2001
- Den of Geek interview with Elisabeth Sladen